# Caprella litoralis
Caprella litoralis is een vlokreeftensoort uit de familie van de Caprellidae. De wetenschappelijke naam van de soort is voor het eerst geldig gepubliceerd in 1972 door Vassilenko.